# Bădulești, Argeș
Bădulești este un sat în comuna Uda din județul Argeș, Muntenia, România.